# Sega Vision
Sega Vision é um Tocador de mídia portátil anunciada no início de Outubro de 2008.  
 É o primeiro dispositivo da eletrônico feito pela Sega depois de ter abandonado o mercado de hardware em 2001. A Sega planeja vender o Sega Vision online e, eventualmente, em lojas selecionadas.